# Last Summer (film, 2013)
Pour les articles homonymes, voir Last Summer.
Pour plus de détails, voir Fiche technique et Distribution.
Last Summer (littéralement « dernier été ») est un film américain réalisé par Mark Thiedeman, sorti en 2013.

## Synopsis
Luke est en dernière année de lycée. Il n'est pas scolaire, contrairement à son petit ami Jonah, qui va partir à l'université à la rentrée prochaine. C'est donc le dernier été qu'ils passeront ensemble.

## Fiche technique
- Titre original : Last Summer
- Réalisation : Mark Thiedeman
- Scénario : Mark Thiedeman
- Photographie : David Goodman
- Montage : Mark Thiedeman
- Musique : Scènes d'enfants de Schumann ; Concerto pour piano no 5 de Beethoven
- Producteur :
- Société de production : A&G
- Sociétés de distribution : Outplay
- Lieux de tournage : Arkansas
- Langues : anglais
- Format : Couleur - 1.85 : 1 - son Dolby Digital
- Genre : Romance et expérimental
- Durée : 72 minutes
- Dates de sortie : 2013

## Distribution
- Samuel Pettit : Luke
- Sean Rose : Jonah
- Deb Lewis : le professeur de Luke
- Roben R. Sullivant : la mère de Jonah
- Byron Taylor : le père de Luke

## Réception critique
Le critique de The Hollywood Reporter remarque que le réalisateur « s'attache surtout à restituer la texture sensuelle de la vie quotidienne des garçons », qu'il a « d'indéniables dispositions visuelles et un don pour une réalisation lyrique qui le désigne comme un réalisateur digne d'intérêt ».
Pour Indiewire, le film est « une jolie surprise », avec « une imagerie impressionniste » et le critique décèle l'influence de Terrence Malick et de Lynne Ramsay.
Pour le critique de The Independent, « Last Summer souffre d'une ligne narrative éparse qui le rend trop lent pour beaucoup, mais la prise de vue toute d'émotions de Thiedeman donne au film une qualité de lyrisme qui capte à la perfection la tristesse d'une saison sur le point de s'achever ».
Pour le site spécialisé PopandFilms, « La photographie est sublime, le travail sur le son subtil, les textes en voix off dotés d'une écriture des plus délicates ».

## Présentation en festivals
Le film a été présenté dans plusieurs festivals : à l'Outfest de 2013, au Festival international du film d'Athènes 2013, au festival de Paris Chéries-Chéris 2013, et au Champs-Élysées Film Festival 2014.

### Récompenses
- Little Rock Film Festival 2013 : prix du meilleur réalisateur[2]
- Arkansas Arts Council : Individual Artist Fellowship award 2013[8]